# Nu Microscopii
Nu Microscopii (6 Microscopii) é uma estrela na direção da constelação de Microscopium. Possui uma ascensão reta de 20h 33m 55.06s e uma declinação de −44° 30′ 57.5″. Sua magnitude aparente é igual a 5.12. Considerando sua distância de 216 anos-luz em relação à Terra, sua magnitude absoluta é igual a 1.01. Pertence à classe espectral K0III.